# Egerländer muziek

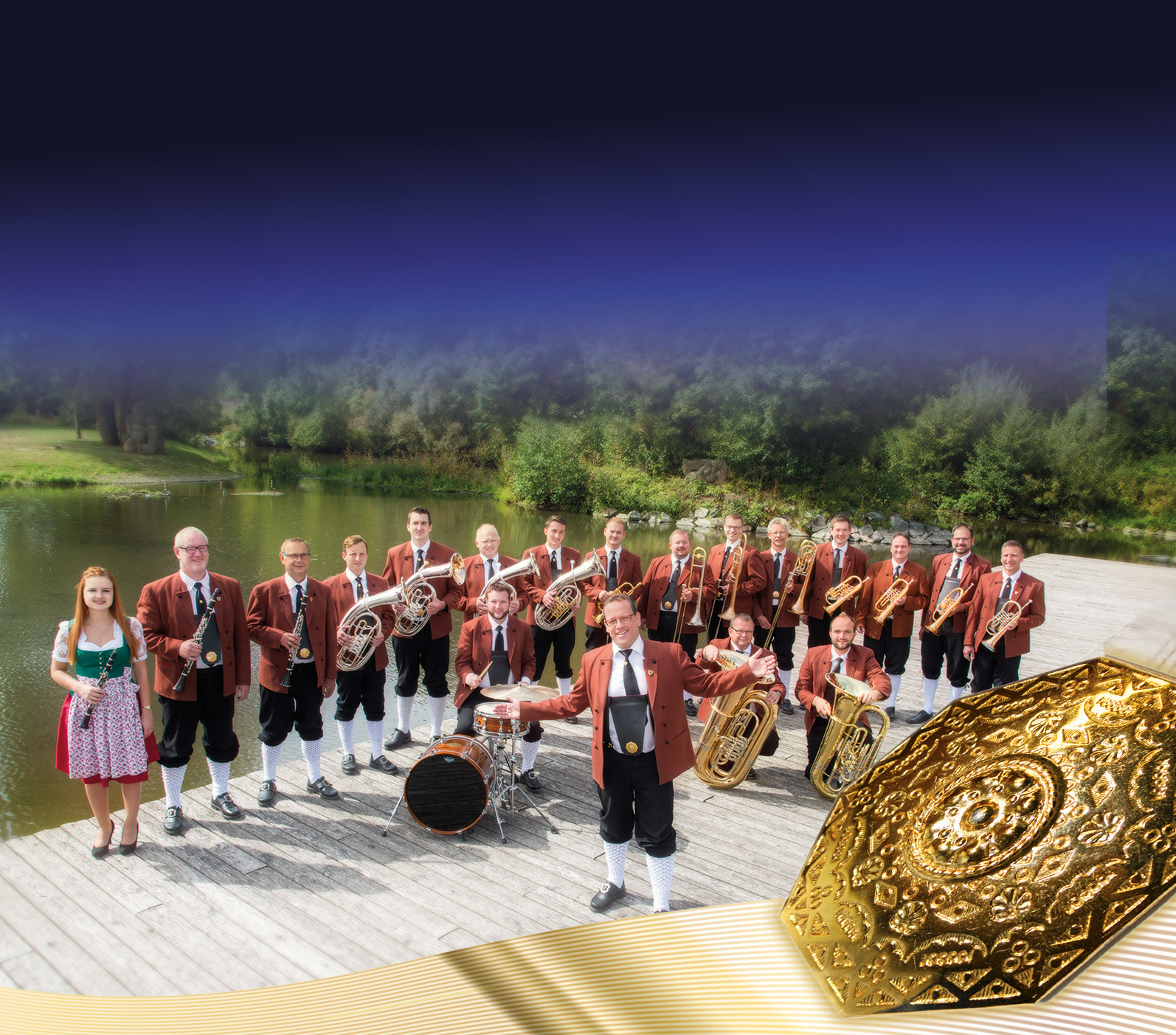
Egerländer Musikanten

Egerländer muziek is oorspronkelijk volksmuziek uit het Egerland, een regio in het noordwesten van Bohemen (tegenwoordig in Tsjechië rond de stad Cheb (Duits: Eger) en de rivier Eger (Tsjechisch: Ohře). De stad en de rivier heten in het Duits allebei Eger. De muziekstijl is gebaseerd op de Boheemse volksmuziek en te vergelijken met Zuid-Duitse en Oostenrijkse muziek.
Egerland behoorde sinds 1627 - net als de rest van Bohemen - tot de Habsburgse monarchie en maakte sinds 1918 deel uit van de nieuwe republiek Tsjecho-Slowakije. De Duitstalige minderheid, die zich vooral in het Sudetenland en andere grensgebieden concentreerde, moest er genoegen mee nemen dat uitsluitend Tsjechisch en Slowaaks als officiële talen werden erkend. Dit vormde een voedingsbodem voor het opkomen van de Sudeten-Duitse Partij. Na de Conferentie van München in 1938 werd het Egerland met andere overwegend Duitstalige gebieden in Tsjechië bezet door Duitse troepen en ingelijfd bij het Duitse Rijk.
Na de Tweede Wereldoorlog namen Tsjechische nationalisten wraak. De meerderheid van Sudeten-Duitsers werd met geweld uit het Egerland verdreven naar de bezettingszones in de latere Bondsrepubliek Duitsland. In het buitenland (hoofdzakelijk Duitsland) bleven ze hun traditionele volksmuziek spelen en deze werd in de jaren 50 erg populair. De bekendste vertolker was musicus en dirigent Ernst Mosch met zijn Original Egerländer Musikanten. Na het overlijden van Mosch is de kapel onder leiding komen te staan van Ernst Hutter. Hij was trombonist in de kapel in de tijd van Ernst Mosch.
De muziek zelf bestaat doorgaans uit marsen, walsen en polka's. De muziek wordt doorgaans gespeeld door een blaaskapel met klarinetten, een dwarsfluit of soms een piccolo, bugels, een trompet, trombones, baritons, waldhoorns en bastuba's, aangevuld met slagwerk. Bij de meeste nummers wordt gezongen. Dit kan in het Duits (meestal) of in het Tsjechisch. Vele nummers hebben namelijk een dubbele titel, een in het Duits en een in het Tsjechisch al naargelang de componist uit het vroeger tweetalige Bohemen.
In de Nederlandse volksmond wordt, vaak uit onwetendheid, Egerländer muziek in één zin genoemd met tiroler-muziek of hoempapa. Dit komt waarschijnlijk door de komst van de Oktoberfeesten naar Nederland. In Nederland wordt op een Oktoberfeest geen Egerländer gespeeld, maar juist Schlager of tiroler muziek. In Duitsland daarentegen komt dit absoluut niet voor. Hier wordt de muziek in de feesttenten verzorgd door een Egerländerkapel.
In Nederland heeft deze muziek zijn intrede gedaan in de jaren 70 van de vorige eeuw. Veel Egerländer kapellen zijn dan ook in deze periode opgericht, vaak als onderdeel binnen een muziekvereniging met een harmonieorkest. Deze zijn dan uitgegroeid tot een volwaardige kapel. Tegenwoordig is de belangstelling wel minder geworden, maar met name in het oosten van Nederland langs de Duitse grens zijn nog veel liefhebbers van deze Egerländerkapellen te vinden.